# سوبارو ترایبکا

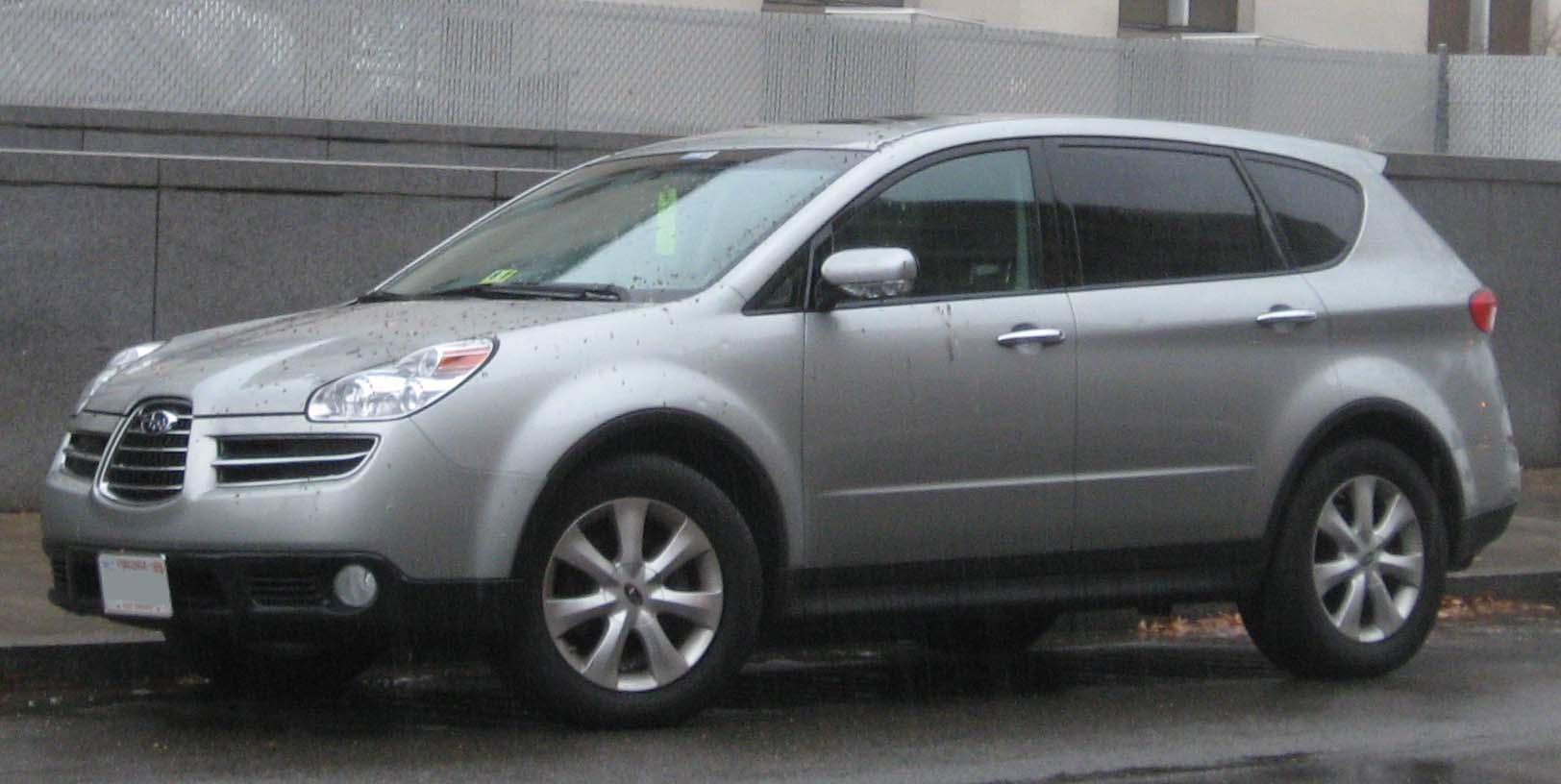

سوبارو ترایبکا (Subaru Tribeca) خودرویی است که از سال ۲۰۰۵ تا کنون تولید شده‌است.